# Nowy cmentarz żydowski w Turobinie
Nowy cmentarz żydowski w Turobinie – kirkut społeczności żydowskiej niegdyś zamieszkującej Turobin. Nie wiadomo dokładnie kiedy powstał, być może było to w XVIII wieku. Nie wiadomo również, gdzie się dokładnie znajdował. Cmentarz został zniszczony podczas II wojny światowej i brak jest śladów dawnego przeznaczenia terenu. Zachowało się kilka macew, lecz nie wiadomo czy pochodzą one ze starego czy nowego kirkutu. Składowane są one przy miejscowym kościele. Nowy cmentarz miał przypuszczalnie powierzchnię 0,4 ha.